# Касетофон
Касетофон је механичко-електронски уређај за снимање и репродукцију звука или података који су снимљени на касету, на коју је навијена магнетна трака. Звук или подаци се спремају и читају помоћу посебних електромагнета на магнетну траку у касети. 
Касетофони су само варијација магнетофона са траком за снимање у стандардизованој касети, што је убрзало просек уметања траке и омогућило појаву новог производа на тржишту - касета са снимљеним, најчешће музичким, материјалом.
Вокмен је била минијатуризована варијанта касетофона која је радила на батерије и могла се носити на појасу или џепу.
Касету или компакт касету, развила је фирма Филипс 1963. године. Од тада су постале веома популарне и користиле су се за снимање и репродукцију звука, а касније и података за кућни рачунар 1970-их и 1980-их година.